# Liste der Baudenkmale in Oldenburg (Oldb) – Butjadinger Straße
In der Liste der Baudenkmale in Oldenburg (Oldb) – Butjadinger Straße stehen alle Baudenkmale der Butjadinger Straße in Oldenburg (Oldb). Der Stand der Liste ist das Jahr 2022.

## Allgemein
In den Spalten befinden sich folgende Informationen:
- Lage: die Adresse des Baudenkmales und die geographischen Koordinaten. Kartenansicht, um Koordinaten zu setzen. In der Kartenansicht sind Baudenkmale ohne Koordinaten mit einem roten Marker dargestellt und können in der Karte gesetzt werden. Baudenkmale ohne Bild sind mit einem blauen Marker gekennzeichnet, Baudenkmale mit Bild mit einem grünen Marker.
- Bezeichnung: Bezeichnung des Baudenkmales
- Beschreibung: die Beschreibung des Baudenkmales. Unter § 3 Abs. 2 NDSchG werden Einzeldenkmale und unter § 3 Abs. 3 NDSchG Gruppen baulicher Anlagen und deren Bestandteile ausgewiesen.
- ID: die Objekt-ID des Baudenkmales
- Bild: ein Bild des Baudenkmales, ggf. zusätzlich mit einem Link zu weiteren Fotos des Baudenkmals im Medienarchiv Wikimedia Commons. Wenn man auf das Kamerasymbol klickt, können Fotos zu Baudenkmalen aus dieser Liste hochgeladen werden:

Zurück zur Hauptliste
| Lage                                               | Bezeichnung                                   | Beschreibung | ID       | Bild |
| -------------------------------------------------- | --------------------------------------------- | --- | -------- | ---- |
| Butjadinger Straße 53° 11′ 22″ N, 8° 14′ 31″ O     | Kriegerdenkmal                                | Grünanlage mit Einfriedung (2 Tore mit Eisernen Kreuzen) zur Butjadinger Straße. Im Zentrum mehrstufiges Denkmal mit Inschrift „Unsern Helden“ und Relief. Links und rechts je drei Kreuze mit den Namen der Gefallenen des 1. und 2. Weltkrieges. | 37420002 | BW   |
| Butjadinger Straße 53° 10′ 7″ N, 8° 14′ 59″ O      | Kriegerdenkmal                                | In den 1920er Jahren errichtetes Ehrenmal auf spitz zulaufendem Grundstück zwischen Butjadinger Straße und Grashornweg. | 37420023 | BW   |
| Butjadinger Straße 52 53° 10′ 4″ N, 8° 15′ 2″ O    | Wohn-/ Wirtschaftsgebäude                     | Hallenhaus aus dem 18. Jahrhundert mit einer Unterrähmkonstruktio und hohem reetgedecktem Walmdach. | 37452850 | BW   |
| Butjadinger Straße 54 53° 10′ 5″ N, 8° 15′ 0″ O    | Wohn-/ Wirtschaftsgebäude                     | Zweiständer-Hallenhaus, Traufseiten verändert, Innengefüge nahezu vollständig erhalten. Halbwalm vorkragend. Erbaut wohl um 1800. | 37458758 | BW   |
| Butjadinger Straße 54 53° 10′ 5″ N, 8° 15′ 1″ O    | Scheune                                       | Ziegelbau mit traufständigem Satteldach zum Hof, mittiges Eingangstor. Anfang 20. Jahrhundert errichtet. | 37475877 | BW   |
| Butjadinger Straße 97 53° 10′ 14″ N, 8° 14′ 58″ O  | Garten                                        | Garten bestehend aus Baumbestand, Obstwiese, Grabeland und Zierpflanzenrabatten. | 37451702 | BW   |
| Butjadinger Straße 114 53° 10′ 19″ N, 8° 15′ 1″ O  | Wohn-/ Wirtschaftsgebäude                     | | 37452826 | BW   |
| Butjadinger Straße 139 53° 10′ 26″ N, 8° 14′ 56″ O | Wohn-/ Wirtschaftsgebäude                     | Flettdielenhaus mit beidseitigen Vorderkübbungen unter abgeschlepptem Walmdach in Reetdeckung. | 37452874 | BW   |
| Butjadinger Straße 139 53° 10′ 25″ N, 8° 14′ 57″ O | Stallscheune                                  | | 37452968 | BW   |
| Butjadinger Straße 346 53° 11′ 20″ N, 8° 14′ 54″ O | Wohnhaus                                      | Eingeschossiger, Ziegelbau unter Satteldach. Fünfachsiger Westgiebel mit mittigem Eingang, davor Rondell. An der südlichen Traufseite Zwerchhaus mit Satteldach. 1889 errichtet, 1925 um einen Wintergarten erweitert. | 37458856 | BW   |
| Butjadinger Straße 355 53° 11′ 16″ N, 8° 14′ 34″ O | Schule                                        | 1911 errichtetes eingeschossiges Putzgebäude mit ziegelsichtigem Sockelbereich unter Krüppelwalmdach. Fassade wird von einem zweigeschossigen, zweiachsigen Risalit mit Zierfachwerk im Dreiecksgiebel dominiert. Im Süden Lehrerwohnung, dahinter zurückgesetzt Wirtschaftstrakt mit korbbogiger Einfahrt. Fenster, Treppenhaus sowie Terrazzofußboden original erhalten, desgl. der Fassadenputz. Garten mit Lindenreihe und Zuwegung. | 37473572 | BW   |
| Butjadinger Straße 400 53° 11′ 25″ N, 8° 14′ 36″ O | Brennerei Hullmann (Hausgarten)               | Landschaftlich gestalteter Hausgarten des beginnenden 20. Jh. mit markantem Baumbestand, Wegesystem, Raumgefüge, Pavillon, Entenhäuschen und Einfriedung. | 37465950 | BW   |
| Butjadinger Straße 400 53° 11′ 28″ N, 8° 14′ 45″ O | Brennerei Hullmann (Brennereigebäude)         | Brennerei (zweigeschossiger Ziegelbau) mit Schornstein. 1845 errichtet. | 37475976 | BW   |
| Butjadinger Straße 400 53° 11′ 28″ N, 8° 14′ 41″ O | Brennerei Hullmann (Stallgebäude)             | Komplex aus zwei Stallgebäuden in Backsteinbauweise unter Sattel- bzw. Krüppelwalmdach im Zusammenhang mit der Brennerei Mitte des 19. Jahrhunderts errichtet. | 37458951 | BW   |
| Butjadinger Straße 400 53° 11′ 28″ N, 8° 14′ 40″ O | Brennerei Hullmann (Waschküche/Räucherkammer) | eingeschossiger Ziegelbau unter Satteldach. | 37476001 | BW   |
| Butjadinger Straße 400 53° 11′ 28″ N, 8° 14′ 39″ O | Brennerei Hullmann (Wohnhaus)                 | Zweigeschossiger Ziegelbau unter Satteldach. 1947 von der englischen Besatzungsmacht als Kaserne errichtet. Architekt: Hermann Sandeck | 37476025 | BW   |
| Butjadinger Straße 400 53° 11′ 27″ N, 8° 14′ 40″ O | Brennerei Hullmann (ehem. Arbeiterhaus)       | Zweigeschossiger Ziegelbau unter Satteldach | 37476050 | BW   |
| Butjadinger Straße 400 53° 11′ 27″ N, 8° 14′ 38″ O | Brennerei Hullmann (Villa)                    | Zweigeschossiger Putzbau unter hohem Walmdach mit umlaufendem Traufgesims. Sechsachsige Gartenfassade mit vorgelegter Freitreppe. Die beiden äußeren Achsen risalitartig ausgebildet mit, kolossalen Sandsteinlisenen, Attika und Giebelaufsätzen, im Erdgeschoss jeweils eingeschossige Altane mit Säulen.Ober geschossfenser von gebälktragenden Hermen gerahmt. An der Südseite Eingangshalle, im Außenbau durch über beide Geschosse reichende Glasfenster von Engelbert & Holperding. Bauzeitliche Innenausstattung. Die Villa wurde 1906 von den Bremer Architekten Thölken & Albert entworfen, 1910 Umbau bzw. Erweiterung durch ein Durchfahrtstor. | 37458880 | BW   |
| Butjadinger Straße 400 53° 11′ 26″ N, 8° 14′ 39″ O | Brennerei Hullmann (ehem.Verwalterhaus)       | Um 1910 errsichtetes zweigeschossiges, verputztes Verwalterhaus unter Mansarddach – Über ein überdachtes Tor mit der Villa verbunden. | 37458904 | BW   |
| Butjadinger Straße 400 53° 11′ 27″ N, 8° 14′ 40″ O | Brennerei Hullmann (Remise)                   | Zweigeschossiger, verputzter Ziegelbau unter traufständigem Satteldach. Betonung der Mittelachse durch einen dreigeschossigen Mittelrisalit, die beiden oberen Geschosse mit Zierfachwerk. Unterschiedlich große Einfahrtstore mit rundbögigen Stürzen. | 37466904 | BW   |
| Butjadinger Straße 400 53° 11′ 27″ N, 8° 14′ 42″ O | Brennerei Hullmann (Stall)                    | Eingeschossiger Putzbau unter Satteldach, in Verlängerung der Remise errichtet. | 37475951 | BW   |
| Butjadinger Straße 400 53° 11′ 30″ N, 8° 14′ 43″ O | Brennerei Hullmann (Scheune)                  | | 37458976 | BW   |
| Butjadinger Straße 427 53° 11′ 32″ N, 8° 14′ 32″ O | Villa                                         | Eineinhalbgeschossige Villa 1896 in Ziegelbauweise auf hohem Sockelgeschoss errichtet. Durch verschiedene An- und Vorbauten mit eigenen Dächern gegliederter Baukörper. Zierelemente wie Gesimse, Fensterrahmungen in Zementputz. An der Nordseite Säulenportikus mit Balkon; im Süden polygonaler Terrassenvorbau mit säulengestütztem Balkon. Später Dachausbau an der Ostseite. | 37458928 | BW   |
| Butjadinger Straße 427 53° 11′ 32″ N, 8° 14′ 31″ O | Wirtschaftsgebäude                            | Gulfscheune mit Krüppelwalmdach an der Westseite der Villa. | 37465378 | BW   |
| Butjadinger Straße 427 53° 11′ 32″ N, 8° 14′ 31″ O | Park-/Gartenanlage                            | Hausgarten mit Einfriedung | 37451724 | BW   |